# Minja Koskela
Minja Koskela (ur. 1987 w Heinävesi) – fińska polityczka, posłanka do Eduskunty, od 2024 przewodnicząca Sojuszu Lewicy.

## Życiorys
Studiowała pedagogikę muzyki na Akademii Sibeliusa, doktoryzowała się na tej uczelni w 2022. Kształciła się też w zakresie gender studies na Uniwersytecie w Tampere, na którym w 2016 uzyskała magisterium z nauk społecznych. Pracowała jako nauczycielka muzyki, była później pracownikiem naukowym na Akademii Sibeliusa. Opublikowała m.in. książki Ennen kaikkea feministi i Äidiksi tuleminen. Dołączyła do Sojuszu Lewicy, była zatrudniona w strukturze tej partii. Od 2021 pełniła funkcję dyrektora wykonawczego zrzeszenia fińskich szkół muzycznych.
W 2021 została wybrana do rady miejskiej Helsinek. W wyborach w 2023 uzyskała mandat deputowanej do fińskiego parlamentu.
W październiku 2024 zastąpiła Li Andersson na funkcji przewodniczącej swojego ugrupowania.